# Szent György-templom (Szentpéterfalva)
A szentpéterfalvi Szent György-templom műemlékké nyilvánított épület Romániában, Hunyad megyében. A romániai műemlékek jegyzékében a  HD-II-m-A-03444 sorszámon szerepel.